# Falcicula
Falcicula is een geslacht van rechtvleugeligen uit de familie krekels (Gryllidae). De wetenschappelijke naam van dit geslacht is voor het eerst geldig gepubliceerd in 1903 door Rehn.

## Soorten
Het geslacht Falcicula  is monotypisch en omvat slechts de volgende soort:
- Falcicula hebardi (Rehn, 1903)